# USS Harmon (DE-678)
USS Harmon (DE-678) là một tàu hộ tống khu trục lớp Buckley được Hải quân Hoa Kỳ chế tạo trong Chiến tranh Thế giới thứ hai. Tên nó được đặt theo thủy thủ Leonard Roy Harmon (1917-1942), người từng phục vụ trên tàu tuần dương hạng nặng San Francisco (CA-38), đã tử trận trong trận Hải chiến Guadalcanal vào đêm 12-13 tháng 11, 1942, và được truy tặng Huân chương Chữ thập Hải quân. Harmon trở thành tàu chiến Hoa Kỳ đầu tiên được đặt theo tên một người Mỹ gốc Phi. Nó đã phục vụ cho đến khi chiến tranh kết thúc, xuất biên chế năm 1947 và bị tháo dỡ năm 1967. Harmon được tặng thưởng ba Ngôi sao Chiến trận do thành tích phục vụ trong Thế Chiến II.

## Thiết kế và chế tạo
Những chiếc thuộc lớp tàu hộ tống khu trục Buckley có chiều dài chung 306 ft (93 m), mạn tàu rộng 37 ft 1 in (11,30 m) và độ sâu mớn nước khi đầy tải là 11 ft 3 in (3,43 m). Chúng có trọng lượng choán nước tiêu chuẩn 1.400 tấn Anh (1.400 t); và lên đến 1.740 tấn Anh (1.770 t) khi đầy tải. Hệ thống động lực bao gồm hai turbine hơi nước General Electric công suất 13.500 mã lực (10.100 kW), dẫn động hai máy phát điện công suất 9.200 kilôwatt (12.300 hp) để vận hành hai trục chân vịt;  công suất 12.000 hp (8.900 kW) cho phép đạt được tốc độ tối đa 23 kn (26 mph; 43 km/h), và có dự trữ hành trình 6.000 nmi (6.900 mi; 11.000 km) khi di chuyển ở vận tốc đường trường 12 kn (14 mph; 22 km/h).
Vũ khí trang bị bao gồm ba pháo 3 in (76 mm)/50 cal trên tháp pháo nòng đơn có thể đối hạm hoặc phòng không, một khẩu đội 1,1 inch/75 caliber bốn nòng và tám pháo phòng không Oerlikon 20 mm. Vũ khí chống ngầm bao gồm một dàn súng cối chống tàu ngầm Hedgehog Mk. 10 (có 24 nòng và mang theo 144 quả đạn); hai đường ray Mk. 9 và tám máy phóng K3 Mk. 6 để thả mìn sâu. Khác biệt đáng kể so với lớp Evarts dẫn trước là chúng có thêm ba ống phóng ngư lôi Mark 15 21 inch (533 mm). Thủy thủ đoàn đầy đủ bao gồm 186 sĩ quan và thủy thủ.
Harmon được đặt lườn tại xưởng tàu Fore River Shipyard của hãng Bethlehem Shipbuilding Company tại Quincy, Massachusetts vào ngày 31 tháng 5, 1943. Nó được hạ thủy vào ngày 25 tháng 7, 1943; được đỡ đầu bởi bà Naunita Harmon Carroll, mẹ thủy thủ Harmon, và nhập biên chế vào ngày 31 tháng 8, 1943 dưới quyền chỉ huy của Hạm trưởng, Thiếu tá Hải quân Kendall Endicott Read.

## Lịch sử hoạt động
Sau khi hoàn tất chuyến đi chạy thử máy huấn luyện tại khu vực Bermuda và sửa chữa sau chạy thử máy, Harmon khởi hành từ Norfolk, Virginia vào ngày 7 tháng 11, 1943 để chuyển sang khu vực Mặt trận Thái Bình Dương. Sau khi băng qua kênh đào Panama, nó gia nhập cùng Đệ Tam hạm đội, và đi đến Nouméa, Tân Caledonia vào ngày 25 tháng 12. Nó ở lại khu vực này để phục vụ hộ tống vận tải cho đến ngày 18 tháng 9, 1944, khi nó đi đến Trân Châu Cảng để đại tu và thực hành huấn luyện.
Đi đến đảo Manus vào ngày 24 tháng 11, Harmon gia nhập Đệ Thất hạm đội trong thành phần Lực lượng Tăng viện Luzon dưới quyền Chuẩn đô đốc Richard L. Conolly. Nó khởi hành từ Manus vào ngày 2 tháng 1, 1945 cùng một đoàn tàu vận tải lớn để hướng sang khu vực chiến trường, đi đến bờ biển phía Đông của vịnh Lingayen vào ngày 11 tháng 1 để tham gia hoạt động trong Chiến dịch Philippines.

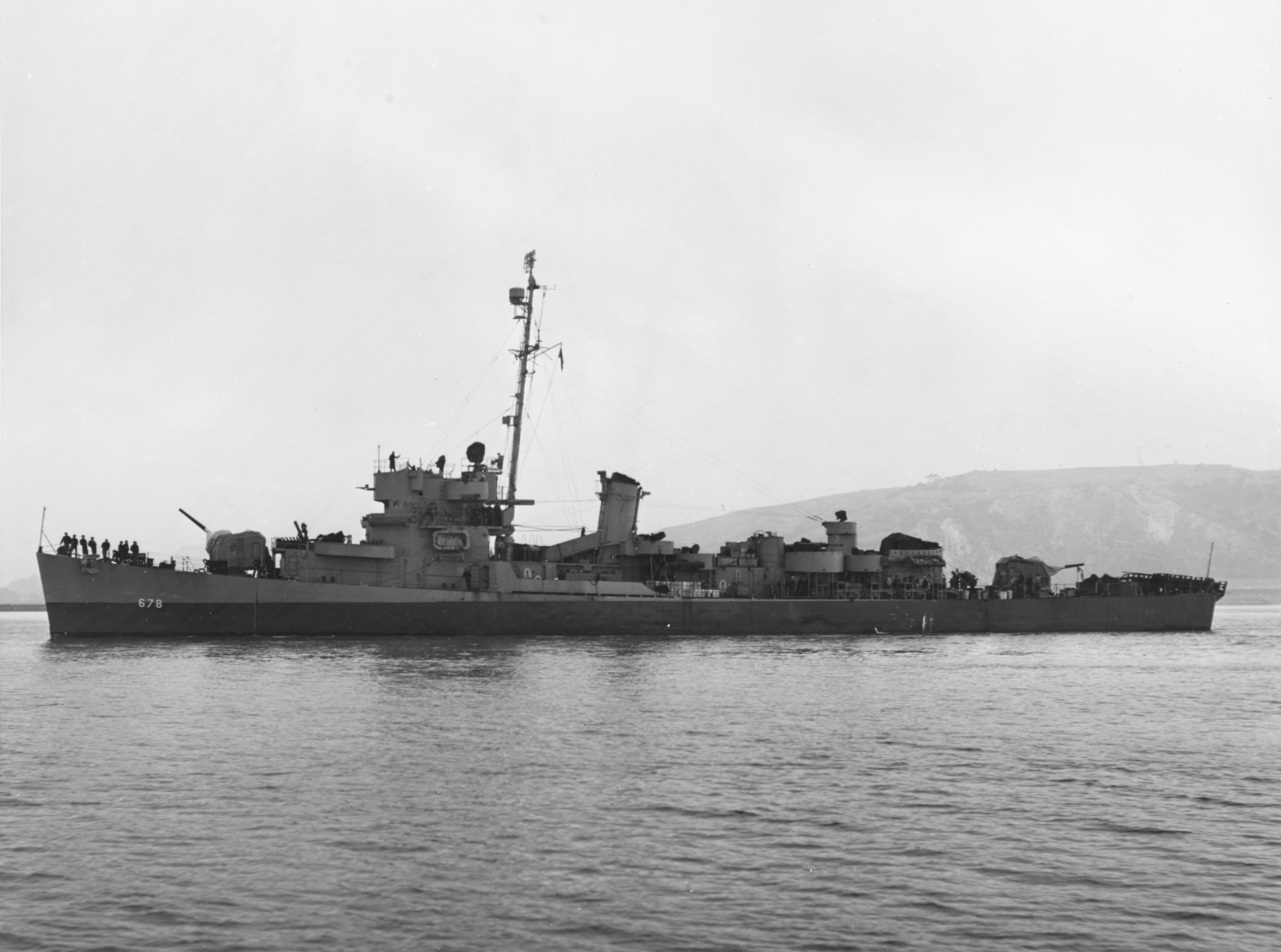
Harmon vào năm 1945, sau khi pháo 3 inch/50 caliber được thay bằng pháo 5 inch/38 caliber.

Đến ngày 5 tháng 3, Harmon đi đến ngoài khơi Iwo Jima để hoạt động trong vai trò hộ tống và tuần tra chống tàu ngầm. Nhiệm vụ này kéo dài cho đến ngày 27 tháng 3, khi nó quay trở về Trân Châu Cảng và được điều sang Đệ Nhất hạm đội để làm nhiệm vụ huấn luyện. Nó đảm nhiệm công việc này cho đến tháng 8, khi được lệnh quay trở về Xưởng hải quân Mare Island để được nâng cấp dàn vũ khí, thay thế pháo 3 in (76 mm)/50 caliber bằng pháo 5 in (130 mm)/38 caliber.
Đang khi được nâng cấp, Nhật Bản đã chấp nhận đầu hàng vào ngày 15 tháng 8 giúp kết thúc cuộc xung đột. Vì vậy Harmon rời San Diego vào ngày 7 tháng 1, 1946 hướng sang vùng kênh đào Panama để thực hành huấn luyện cùng tàu ngầm. Rời Cristóbal, Colón vào ngày 28 tháng 3, con tàu đi đến New London, Connecticut vào ngày 3 tháng 4, nơi nó tiếp tục tham gia huấn luyện tàu ngầm cho đến tháng 12, rồi được cho xuất biên chế tại Green Cove Springs, Florida vào ngày 25 tháng 3, 1947, được đưa về Hạm đội Dự bị Đại Tây Dương. Tên nó được cho rút khỏi danh sách Đăng bạ Hải quân vào ngày 1 tháng 8, 1965, và con tàu bị bán cho hãng North American Smelting Co. tại Wilmington, Delaware vào ngày 30 tháng 1, 1967 để tháo dỡ.

## Phần thưởng
Harmon được tặng thưởng ba Ngôi sao Chiến trận do thành tích phục vụ trong Thế Chiến II.
|  |                                         |  |
|  | Bronze star · Bronze star · Bronze star |  |

| Dãi băng Hoạt động Tác chiến (truy tặng) |                                                                         |                                      |
| Huân chương Chiến dịch Hoa Kỳ            | Huân chương Chiến dịch Châu Á-Thái Bình Dương với 3 Ngôi sao Chiến trận | Huân chương Chiến thắng Thế Chiến II |